# Bahnstrecke Levice–Hronská Dúbrava
| Kursbuchstrecke (ZSSK): | 150                       |                                          |                                          |
| Streckenlänge: | 65,131 km                 |                                          |                                          |
| Spurweite: | 1435 mm (Normalspur)      |                                          |                                          |
| Streckenklasse: | D4                        |                                          |                                          |
| Stromsystem: | 25 kV, 50 Hz ~            |                                          |                                          |
| Streckengeschwindigkeit: | 100 km/h                  |                                          |                                          |
| Zweigleisigkeit: | Žarnovica–Žiar nad Hronom |                                          |                                          |
| |                           |                                          |                                          |
| \| \| \| von Štúrovo \| \| \| \| \| von Úľany nad Žitavou \| \| \| \| 0,000 \| Levice \| Levice \| \| \| \| Staatsgrenze Ungarn–Slowakei (1938–1945) \| \| \| \| 4,200 \| Hronské Kľačany \| Hronské Kľačany \| \| \| 8,703 \| Veľké Kozmálovce \| Veľké Kozmálovce \| \| \| 9,962 \| Tlmače \| Tlmače \| \| \| \| von Zlaté Moravce \| \| \| \| 12,543 \| Kozárovce \| Kozárovce \| \| \| 14,925 \| Psiare \| Psiare \| \| \| 16,880 \| Hronský Beňadik \| Hronský Beňadik \| \| \| 22,426 \| Tekovská Breznica \| Tekovská Breznica \| \| \| 27,573 \| Nová Baňa \| Nová Baňa \| \| \| 31,293 \| Rudno nad Hronom \| Rudno nad Hronom \| \| \| 33,916 \| výhybňa Voznica \| výhybňa Voznica \| \| \| 34,560 \| Voznica \| Voznica \| \| \| 37,393 \| Dolné Hámre \| Dolné Hámre \| \| \| 38,955 \| Žarnovica \| Žarnovica \| \| \| 43,805 \| Bzenica \| Bzenica \| \| \| 46,963 \| Hliník nad Hronom \| Hliník nad Hronom \| \| \| 53,900 \| Žiar nad Hronom zastávka \| Žiar nad Hronom zastávka \| \| \| 55,680 \| Žiar nad Hronom \| Žiar nad Hronom \| \| \| 59,069 \| Šášovské Podhradie \| Šášovské Podhradie \| \| \| 63,131 \| Jalná \| Jalná \| \| \| \| von Vrútky \| \| \| \| 65,131 \| Hronská Dúbrava \| Hronská Dúbrava \| \| \| \| nach Salgótarján (-Budapest) \| \| |                           |                                          |                                          |
| Strecke |                           | von Štúrovo                              | von Štúrovo                              |
| Abzweig geradeaus und von links |                           | von Úľany nad Žitavou                    | von Úľany nad Žitavou                    |
| Bahnhof | 0,000                     | Levice                                   | Levice                                   |
| Grenze |                           | Staatsgrenze Ungarn–Slowakei (1938–1945) | Staatsgrenze Ungarn–Slowakei (1938–1945) |
| Haltepunkt / Haltestelle | 4,200                     | Hronské Kľačany                          | Hronské Kľačany                          |
| Bahnhof | 8,703                     | Veľké Kozmálovce                         | Veľké Kozmálovce                         |
| Haltepunkt / Haltestelle | 9,962                     | Tlmače                                   | Tlmače                                   |
| Abzweig geradeaus und von links |                           | von Zlaté Moravce                        | von Zlaté Moravce                        |
| Bahnhof | 12,543                    | Kozárovce                                | Kozárovce                                |
| Haltepunkt / Haltestelle | 14,925                    | Psiare                                   | Psiare                                   |
| Bahnhof | 16,880                    | Hronský Beňadik                          | Hronský Beňadik                          |
| Bahnhof | 22,426                    | Tekovská Breznica                        | Tekovská Breznica                        |
| Bahnhof | 27,573                    | Nová Baňa                                | Nová Baňa                                |
| Bahnhof | 31,293                    | Rudno nad Hronom                         | Rudno nad Hronom                         |
| Überleitstelle / Spurwechsel | 33,916                    | výhybňa Voznica                          | výhybňa Voznica                          |
| Haltepunkt / Haltestelle | 34,560                    | Voznica                                  | Voznica                                  |
| Haltepunkt / Haltestelle | 37,393                    | Dolné Hámre                              | Dolné Hámre                              |
| Bahnhof | 38,955                    | Žarnovica                                | Žarnovica                                |
| Haltepunkt / Haltestelle | 43,805                    | Bzenica                                  | Bzenica                                  |
| Bahnhof | 46,963                    | Hliník nad Hronom                        | Hliník nad Hronom                        |
| Haltepunkt / Haltestelle | 53,900                    | Žiar nad Hronom zastávka                 | Žiar nad Hronom zastávka                 |
| Bahnhof | 55,680                    | Žiar nad Hronom                          | Žiar nad Hronom                          |
| Haltepunkt / Haltestelle | 59,069                    | Šášovské Podhradie                       | Šášovské Podhradie                       |
| Haltepunkt / Haltestelle | 63,131                    | Jalná                                    | Jalná                                    |
| Abzweig geradeaus und von links |                           | von Vrútky                               | von Vrútky                               |
| Bahnhof | 65,131                    | Hronská Dúbrava                          | Hronská Dúbrava                          |
| Strecke |                           | nach Salgótarján (-Budapest)             | nach Salgótarján (-Budapest)             |

Die Bahnstrecke Levice–Hronská Dúbrava ist eine Eisenbahnverbindung in der Slowakei. Sie beginnt in Levice und führt im Grantal über Žiar nad Hronom nach Hronská Dúbrava, wo sie in die Strecke (Budapest–) Salgótarján–Vrútky einmündet. Die Strecke ist Teil der sogenannten „Südslowakischen Eisenbahnmagistrale“ von Bratislava über Zvolen nach Košice.

## Geschichte
Die Strecke wurde am 27. Oktober 1896 von der privaten Garamberzencze–Lévaer Lokalbahn eröffnet. Den Betrieb führten die Königlich Ungarischen Staatsbahnen (MÁV) auf Rechnung der Eigentümer. Im Jahr 1912 wies der Fahrplan der Lokalbahn drei täglich verkehrende gemischte bzw. Personenzugpaare 2. und 3. Klasse zwischen Léva und Garamberzencze aus, die jeweils von und nach Párkány-Nána durchgebunden waren.

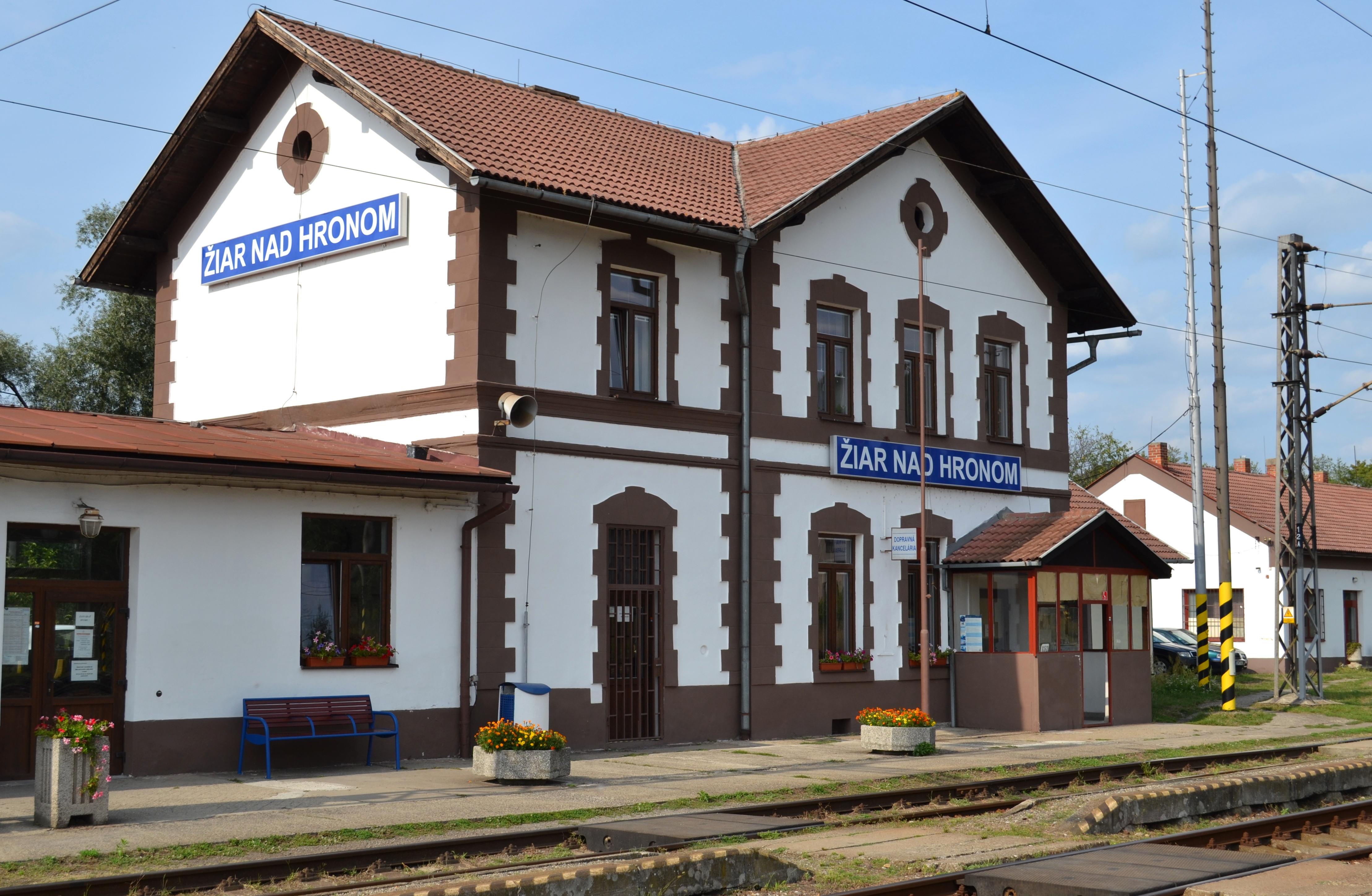
Bahnhof Žiar nad Hronom (2018)

Nach dem Zerfall Österreich-Ungarns im Oktober 1918 und der Gründung des neuen Staates Tschechoslowakei ging die Betriebsführung an die neu gegründeten Tschechoslowakischen Staatsbahnen (ČSD) über. Die ungarischen Betriebsstellennamen wurden in der Folge durch slowakische ersetzt. Die Strecke war nun Teil einer West-Ost-Hauptverbindung, die von Bratislava über Nové Zámky, Zvolen nach Banská Bystrica verlief. Im Sommerfahrplan 1938 wurde diese Relation dreimal täglich mit Schnellzügen bedient.
Nach dem Ersten Wiener Schiedsspruch kamen die mehrheitlich ungarisch besiedelten Gebiete der Tschechoslowakei und damit auch der Eisenbahnknoten Levice (ungarisch: Léva) im November 1938 wieder zu Ungarn. Betreiber waren dort nun wieder die Ungarischen Staatsbahnen (MÁV). Die ČSD führte den Gesamtverkehr einschließlich der Schnellzüge in der Relation Bratislava–Zvolen nunmehr über Leopoldov und die ungenügend ausgebauten Lokalbahnen Lužianky–Zlaté Moravce und Zlaté Moravce–Kozárovce und umging damit das von Ungarn annektierte Territorium. Die Strecke zwischen Léva und Kozárovce wurde 1941 mit drei grenzüberschreitenden Personenzügen zwischen Leva und Kozárovce und fünf Personenzügen im slowakischen Binnenverkehr zwischen Hronské Kľačany und Kozárovce bedient. Nach dem Zweiten Weltkrieg kam die Strecke 1945 wieder vollständig zu den ČSD.

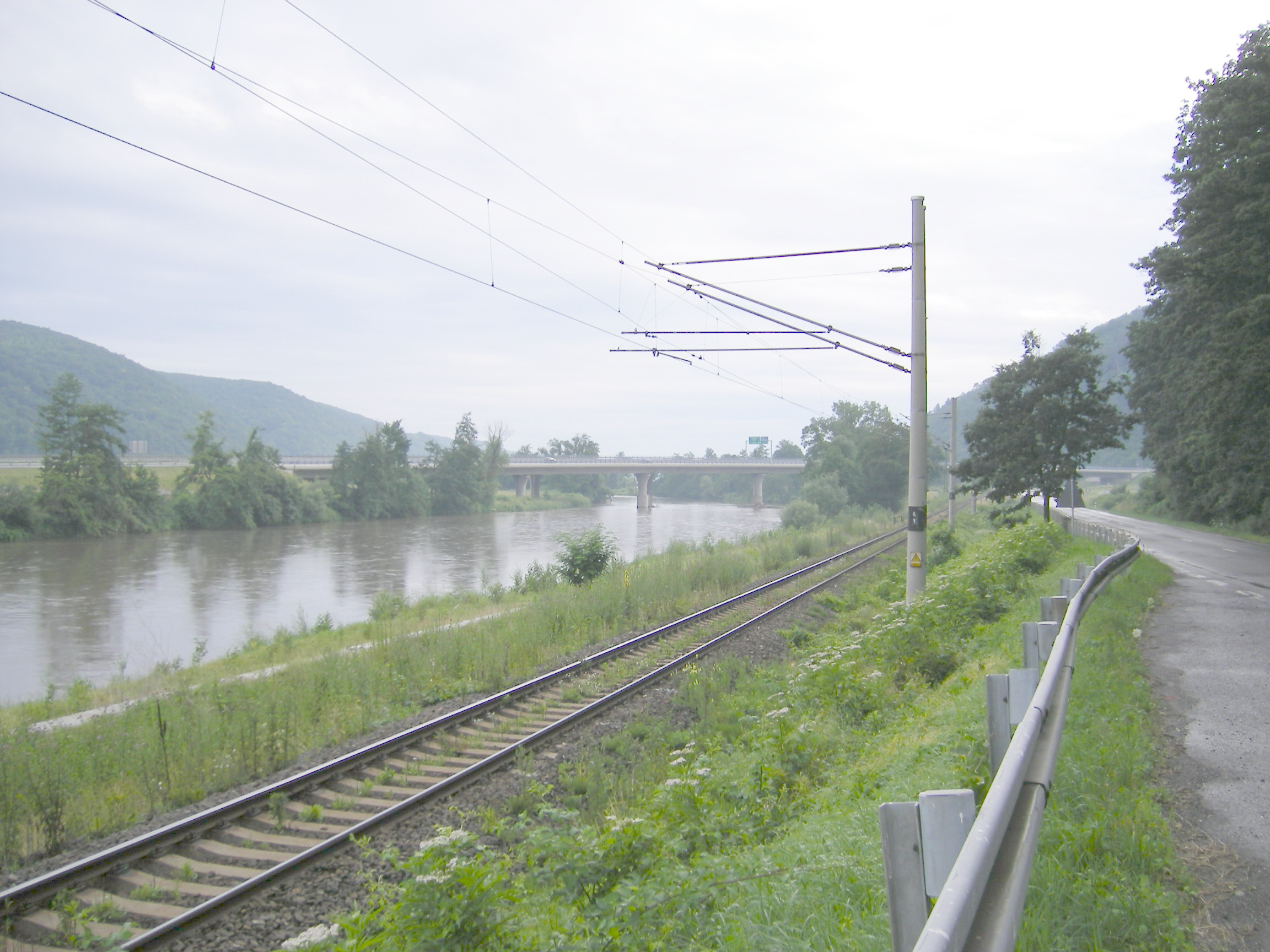
Trasse am Hron bei Hronský Beňadík (2006)

Am 25. Januar 1955 eröffneten die ČSD die Strecke Turňa nad Bodvou–Rožňava. Damit bestand nun in der südlichen Slowakei eine durchgehende Hauptverbindung zwischen Bratislava und Košice. Über diese Verbindung – die als Südslowakische Eisenbahnmagistrale bezeichnet wird – verkehrten fortan auch durchlaufende Schnellzüge.
Stetig steigende Verkehrsleistungen in dieser Relation erforderten einen teilweise zweigleisigen Ausbau und die Elektrifizierung. Auf der Strecke Levice–Hronská Dúbrava wird der Abschnitt zwischen Žarnovica und Žiar nad Hronom seit 1989 zweigleisig betrieben. Der elektrische Eisenbahnbetrieb wurde von Bratislava ausgehend am 16. April 1993 zwischen Levice und Žiar nad Hronom und am 27. April 1994 zwischen Žiar nad Hronom und Hronská Dúbrava aufgenommen.
Am 1. Januar 1993 ging die Strecke in Folge der Dismembration der Tschechoslowakei an die neu gegründeten Železnice Slovenskej republiky (ŽSR) über.
Im Jahresfahrplan 2021 verkehren Schnellzüge der ZSSK in der Relation Bratislava hlavná stanica–Banská Bystrica im Zweistundentakt, sie kreuzen in Kozárovce jeweils zur üblichen Symmetrieminute. Personenzüge verkehren unregelmäßig in verschiedenen Relationen. Während der Hauptverkehrszeit nachmittags besteht ein Zweistundentakt zwischen Nové Zámky und Zvolen os. st.